# Vanja Vukovic

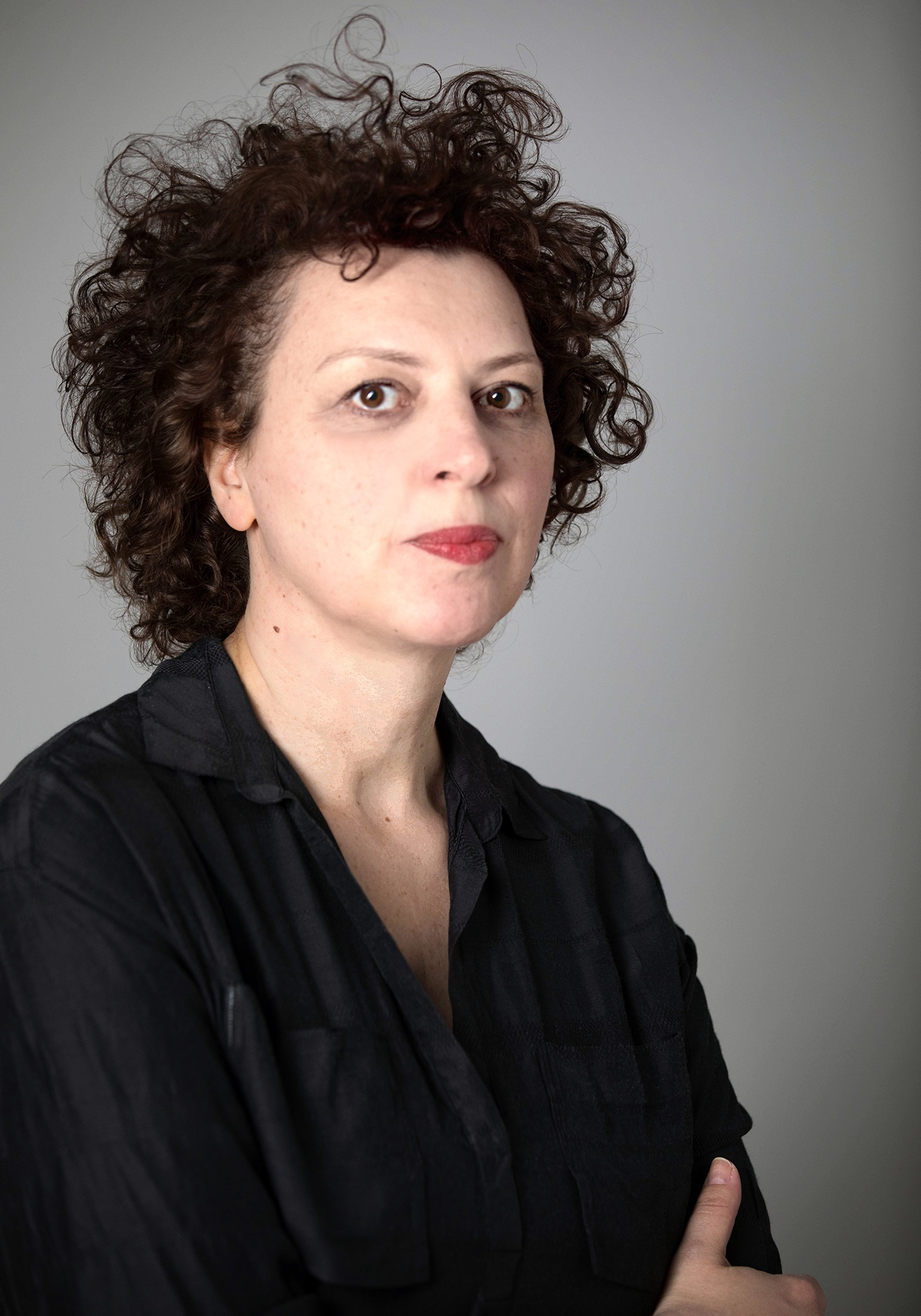
Vanja Vukovic, 2019

Vanja Vukovic (* 1971 in Montenegro, aufgewachsen in Stuttgart) ist eine in Deutschland lebende Fotokünstlerin und Fotodesignerin.

## Leben
Vanja Vukovic zog vier Jahre nach ihrer Geburt in Montenegro mit ihrer Familie nach Deutschland und lebt und arbeitet vorwiegend in Frankfurt am Main. Sie hat außerhalb Deutschlands bereits Projekte in den USA, Kanada, China, Polen, Serbien, Kosovo, Montenegro, Bosnien und Ungarn durchgeführt. Als Werbefotografin arbeitete sie für Unternehmen wie Publicis, Schweppes, Renault, Bankhaus Metzler, Dewey & LeBoeuf, die Deutsche Bahn und Young & Rubicam. Für folgende Magazine ist sie unter anderen als Pressefotografin tätig: Stern, Chrismon, Impulse, 11 Freunde und Nido.
Von 1994 bis 2000 studierte sie Kommunikationsdesign an der Fachhochschule Darmstadt im Fachbereich Gestaltung und Fotografie und schloss dieses Studium sehr gut mit dem Diplom ab. Währenddessen verbrachte sie 1997–98 ein Auslandssemester an der University of Portsmouth, Großbritannien, im Fachbereich Media Arts, Photography. Zu einem späteren Zeitpunkt studierte sie in einem Aufbaustudiengang ein Gastsemester Freie Bildende Kunst bei Martha Rosler und Wolfgang Tillmans an der Staatlichen Hochschule für bildende Künste, Städelschule Frankfurt.
Ihre Arbeiten wurden mit mehreren Preisen ausgezeichnet, unter anderem erhielt sie eine Auszeichnung beim 5. Aenne-Biermann-Preis und war im Jahr 2007 Finalist of the Golden Award of Montreux.
Vanja Vucovic ist Mitglied des Deutschen Künstlerbundes. Sie lebt in Frankfurt am Main. Seit dem Jahr 2010 arbeitet sie auch mit dem Medium Video.

## Projekte

### I am your Camera my Dear
Bei der Aktion I am your Camera my Dear im Rahmen des Projekts Playing the City der Schirn Kunsthalle suchten vor laufender Kamera drei mit schwarzem Anzug, dunkler Sonnenbrille und Sprechfunk ausgestattete Bodyguards einen beliebigen Passanten in der Frankfurter Innenstadt, den sie fortan begleiteten, bis sie bemerkt wurden, wobei es zu unterschiedlichen Reaktionen kam: Je nachdem, ob die Situation als bedrohlich oder angenehm erlebt wurde, flüchteten die Personen vor ihren Beschützern oder genossen die ihnen entgegengebrachte Aufmerksamkeit. Dabei stellten sich die Fragen: Wie viel Privatsphäre ist öffentlich und wie viel Öffentlichkeit ist privat? Wo und wie gestaltet sich die Schnittstelle zwischen Intimsphäre und öffentlichem Raum?

### Plastic Invader
Bei der im Sommer 2012 vorwiegend in Shanghai entstandenen Fotoserie Plastic Invader suchte Vanja Vukovic nach den Spuren einer gewachsenen und wachsenden Stadt in China. Dabei konnte sie die urbanen Entwicklungen in teils extremen Dimensionen dokumentieren. Immer größer, großflächiger wird extrem verdichtet gebaut ohne Rücksicht auf natürliche Rhythmen, weder der Bewohner, noch der Umwelt. Natur wird verdrängt durch Plastik, durch künstlich Gemachtes und Gebautes. Es kommt zu einer  Invasion des Plastiks, des Künstlichen, des nicht Natürlichen. Aber auch die Natur erbert sich stellenweise die Stadt zurück: Bäume, Schilf und Unkraut bilden grüne Inseln in der zubetonierten Stadt.

### Safe Heaven
In der Serie Safe Heaven von 2010 zeigt Vanja Vukovic Nachtaufnahmen vor dem Flüchtlingsheim in Schöppingen. Die namenlosen Flüchtlinge werden wie Geister, die dem künstlich beleuchteten Raum zu entfliehen suchen, dargestellt. Vanja Vukovic hat sich während ihres Artist-in-Residence-Aufenthalts im Künstlerdorf Schöppingen, oft mit den Menschen im Flüchtlingsheim unterhalten, viel von ihnen erfahren und ihr Vertrauen gewonnen. Ihre Bilder zeigen die Sensibilität der Künstlerin und der Fotografierten. Matthias Ulrich, der Kurator der Schirn Kunsthalle, meinte über die in der Fotoserie dargestellten Flüchtlinge: Ob sie den sicheren Himmel jedoch jemals erreichen, eine Fortsetzung ihrer Geschichte in einer neuen Heimat jemals niederschreiben können, steht auf einem anderen Blatt.

## Stipendien
- Artist in Residence, Künstlerdorf Schöppingen, 2009
- Artist in Residence, Kulturamt Frankfurt am Main, 2010.
- Utopia Parkway Ad-hoc-Residenz, Stuttgart
- Artist in Residence, Swatch Art Peace Hotel, Shanghai, China, 2012.
- Artist in Residence, Stone Oven House, Italy 2020

## Ausstellungen (Auswahl)
- 5. Aenne-Biermann-Preis, Museum für Angewandte Kunst, Gera, Gruppenausstellung, 2001.
- Humankapital, Schloßgartencafe, Darmstadt, Gruppenausstellung, 2005.
- Tyurangalila, Holler & Jacobs, Gießen, Einzelausstellung, 2007.
- Der bloße Mensch, Galerie Standort Höchst, Frankfurt, Gruppenausstellung, 2007.
- Sommerschau Basis Frankfurt, Gruppenausstellung, 2008.
- Ich ist ein Raum, 1822-Forum der Frankfurter Sparkasse, Einzelausstellung, 2008.
- Ich ist ein Raum Kunstradar Düsseldorf, Einzelausstellung, 2009.
- Das Leben ist eine Kunst Bahnhofsmission Frankfurt, Gruppenausstellung, 2009.
- New to the Eye, artMbassy, Berlin, Gruppenausstellung, 2009.
- Brixton Salon, Viewfinder Photography Gallery, London, England, Gruppenausstellung, 2010.
- Playing the city, Schirn Kunsthalle, Frankfurt, Gruppenausstellung, 2010.
- Die Frage nach der Zukunft der Kunst in unserer Gesellschaft, Württembergischer Kunstverein, Stuttgart, Gruppenausstellung, 2011.
- 100-Tage-Kunst, Ballhaus, Düsseldorf, Gruppenausstellung, 2011.
- Galerie Denkpause, Hamburg, Einzelausstellung, 2011.
- Künstlerhaus Stuttgart, Artist Talk, 2011.
- Ehemalige Stipendiaten Geist ist Geil, Schöppingen, Gruppenausstellung, 2011.
- Leistungsschau, Kunsthalle Hamburger Platz, Berlin, Gruppenausstellung, 2011.
- Ansichtssachen, Stadtteilinitiative Koblenzer Straße, Frankfurt, Gruppenausstellung, 2011.[9]
- 42, Safe Heaven, Perpetuel, Frankfurt, Einzelausstellung 2011.
- Gesichtsverlust, Kunstverein Viernheim, Gruppenausstellung 2012.
- Souvenir Frankfurt, Frankfurt, Einzelausstellung 2012.
- Von Zuneigung und anderen (zwischen)menschlichen Affekten, 25 Bilder/Sekunde, Mannheim, Gruppenausstellung 2012.
- mein atelier – my studio, Stuttgarter Kunstverein, Gruppenausstellung, 2012.
- Galerie 143, Dortmund, Einzelausstellung, 2012.
- Martha Rosler – Vanja Vukovic, Kunstverein Eulengasse, Frankfurt, Einzelausstellung, 2013.
- Videovorführung auf den 60. Internationalen Kurzfilmtagen, Oberhausen, 2014[10]
- Vanja Vukovic - The dark sides of sparkling, Junges Museum Bottrop, Einzelausstellung, 2015
- This is not a love song... - Vanja Vukovic, Parkhaus WK 16, Frankfurt am Main, Einzelausstellung, 2016
- The dark sides of sparkling, Athens Photo Festival APhF:17 "Still Searching", Gruppenausstellung, 2017
- AOIO5S - Attention on interests of 5 subjects, Basis Projektraum Frankfurt, Gruppenausstellung, 2018
- Vanja Vukovic - Kunstverein Linz am Rhein, Einzelausstellung, 2019

## Veröffentlichungen
- Vanja Vukovic Works, Vol. II, My Verlag, ISBN 978-3-00-067261-3
- The dark sides of sparkling. Band 1, Edition Faust, ISBN 978-3-945400-25-8.
- mit Matthias Göritz: Shanghai Blues. Band 1, Edition Faust, ISBN 978-3-945400-15-9.
- mit Guido Rohm: Safe Heaven. Band 2, Edition Faust, ISBN 978-3-938783-73-3.
- Ich ist ein Raum I. - VI.: 01. Juli bis 02. August 2008. Anlässlich der Ausstellung „Ich ist ein Raum“ im 1822-Forum der Frankfurter Sparkasse.